# Sven Thomsen

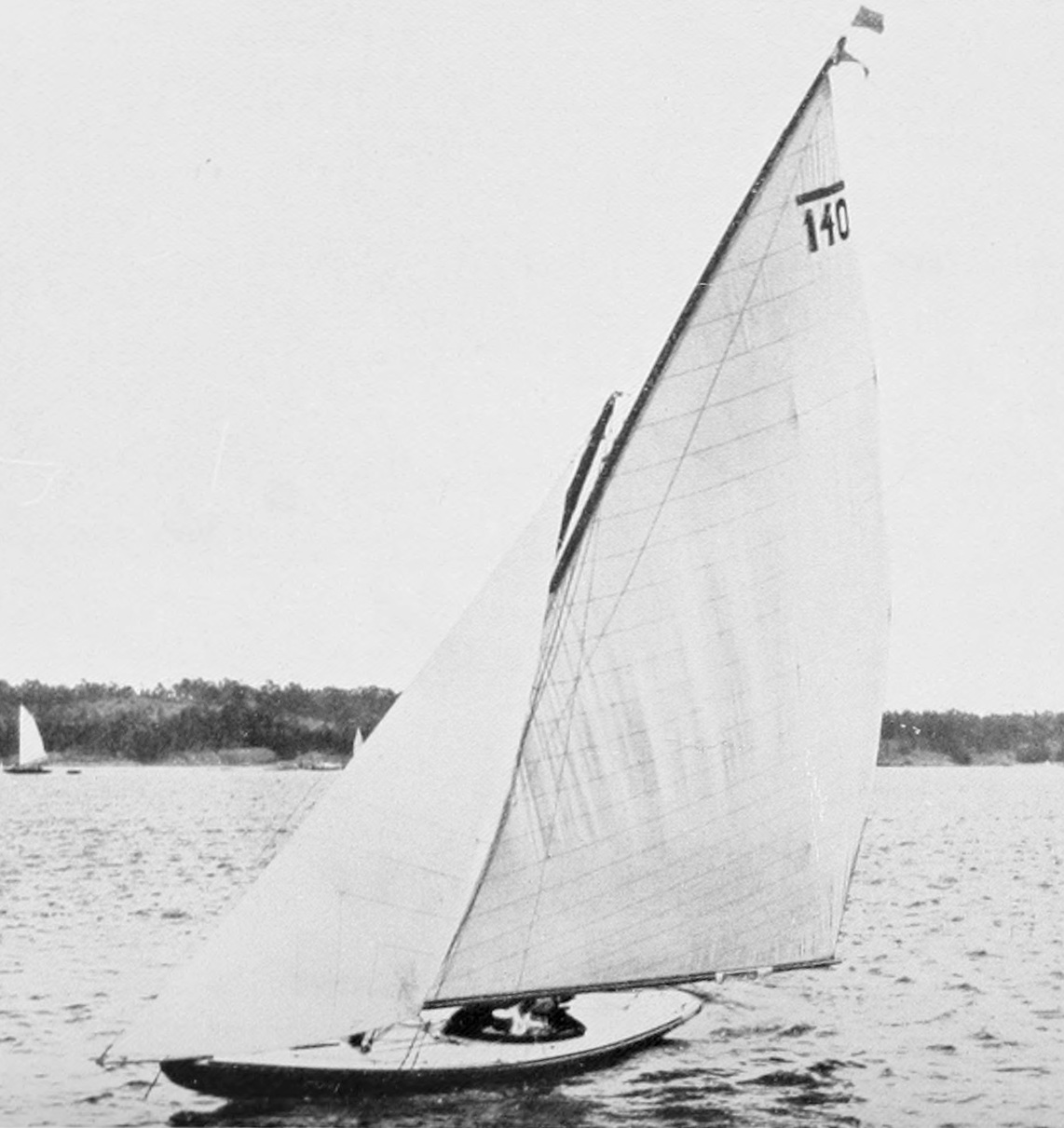
Nurdug II

Sven Bernth Thomsen (ur. 7 września 1884 w Kopenhadze, zm. 14 listopada 1968 w Vittsjö) – duński żeglarz, olimpijczyk, zdobywca srebrnego medalu w regatach na Letnich Igrzyskach Olimpijskich w 1912 roku w Sztokholmie.
Na Letnich Igrzyskach Olimpijskich 1912 zdobył srebro w żeglarskiej klasie 6 metrów. Załogę jachtu Nurdug II tworzyli również Steen Herschend i Hans Meulengracht-Madsen.